# NGC 1187
NGC 1187 (również PGC 11479) – galaktyka spiralna z poprzeczką (SBc), znajdująca się w gwiazdozbiorze Erydanu. Odkrył ją William Herschel 9 grudnia 1784 roku.
W galaktyce tej zaobserwowano dwie supernowe: SN 1982R i SN 2007Y.